# Web-série
 (février 2012).

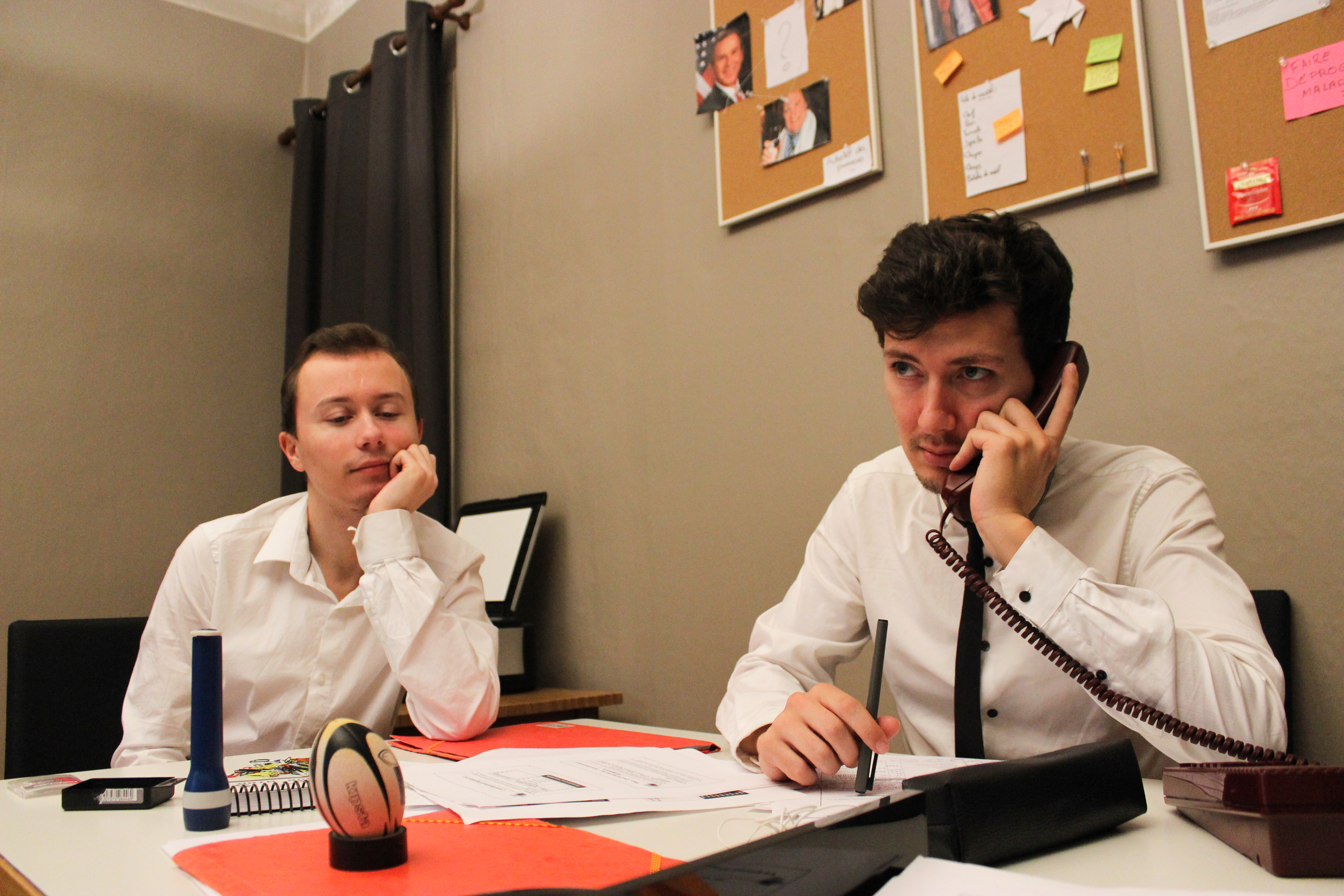
Une web-série peut utiliser un même décor dans plusieurs épisodes afin d'offrir un cadre fixe dans lequel l'intrigue va pouvoir évoluer, mais aussi pour simplifier la production (ici, SDI - Stagiaire à durée indéterminée, web-série française de 2015).

Une web-série ou websérie est une série composée de vidéos diffusées sur Internet. Elles naissent souvent sur les sites d'hébergement de vidéos. À l'origine produites par des semi-professionnels avec de faibles moyens, les web-séries connaissent aujourd'hui une montée en gamme liée à l'explosion du genre sur la toile et à sa popularité auprès d'un public jeune. Le phénomène de la web-série est à la croisée de plusieurs mondes dont la série télévisée et le court métrage. Depuis le lancement de Studio Plus, les professionnels parlent de plus en plus de série numérique, désignant ces séries qui se diffusent aussi sur téléphones mobiles ou tablettes,.

## Définition
La web-série est avant tout un produit audiovisuel de fiction. À l'inverse des séries télévisées classiques, les web-séries tirent leur originalité de leur accessibilité. Elles sont diffusées via le web sur des sites d'hébergement de vidéos, ou sur des sites dédiés pour les plus grosses productions.
Amateurs ou professionnelles, ces séries de vidéos se sont démocratisées très rapidement et la facilité de la production a grandement encouragé la production amateur. L'engouement pour le genre a même entraîné une petite révolution dans le monde professionnel. En novembre 2007, la web-série Sanctuary (Amanda Tapping) est rachetée par la chaîne américaine Syfy US pour une diffusion télévisée et est un très bon exemple de cette nouvelle vague. En France, plusieurs auteurs de web-séries deviennent produits par des chaînes télévisées tout en restant accessibles sur Internet.

## Histoire

### En Belgique
La RTBF (service public) s'affirme comme le précurseur de la web-série en Belgique. Elle commande Le Centre, sa première fiction pour le web, en 2010. Néanmoins, celle-ci sera d'abord mise au placard, étant donné son sujet sensible (l'accueil de réfugiés climatiques flamands par la Wallonie à la suite de la montée du niveau de la mer) et la crise politique belge qui survient cette année-là. La web-série sera finalement mise en ligne sur le site de la chaîne en septembre 2015. En août 2013, la RTBF approche les jeunes producteurs de Typique, une web-série sur la vie des étudiants, pour produire la saison 2. L'année suivante, elle en coproduira également la saison 3 ainsi que deux épisodes joués et réalisés en direct.
À la suite de ces premières expériences, la RTBF crée en septembre 2014 une cellule « webcréation » destinée à la production de web-séries, web-documentaires et projets transmédia. L'objectif est de permettre à des producteurs belges de bénéficier d'un accompagnement (notamment financier) pour créer des productions spécialement dédiées au web. Cette production de web-séries passe notamment par des appels à projets qui ont donné naissance à des fictions comme Euh ou Burkland.
Euh est une web-série belge francophone de comédie créée par Brieuc de Goussencourt, Grégory Beghin, et le dessinateur Ben Dessy. Le pilote a été mis en ligne sur le site de la RTBF le 4 novembre 2014. Ce pilote a remporté le vote du public organisé par la RTBF et a décroché une enveloppe de production pour une saison complète diffusée à partir du 26 mars 2015.
Burkland est une web-série belge francophone comédie/horreur créée par Grégory Beghin. Le pilote a été mis en ligne sur le site de la RTBF le 7 octobre 2015. Ce pilote a remporté le vote du public organisé par la RTBF et a décroché une enveloppe de production pour une saison complète diffusée à partir du printemps 2016.

### En France
Les prémices du concept de web-série, en France, se situent vers la fin des années 1990. Quelques séries amateurs comme Bitoman, France Five ou Damned sont produites pour être diffusées en Convention Japanim. Ces séries sont également vendues en VHS à ces conventions, par correspondance et diffusées de manière événementielle à la télévision, lors de la Nuit du film amateur de Game One par exemple. Il est à noter que les épisodes de ces séries durent alors approximativement 30 minutes, et prennent souvent un an à être produits. Cette diffusion plutôt intimiste pousse la plupart de ces séries à se diffuser sur le Web dès le début des années 2000, la toile devenant alors leur principal support de diffusion.
Les motivations sous-jacentes à la production de web-séries ont évolué au cours des dernières années. Des premières productions très amateurs, on a assisté à l'émergence de contenus de plus en plus élaborés, dont certains ont même passé les portes des chaînes télévisées. Dernière évolution en date, les marques produisent désormais des web-séries à des fins de marketing (Vivelle Dop, MSN France, Citroën, etc.).
Depuis 2008, certaines web-séries, comme Le Visiteur du futur, Flander's Company, Noob ou Hello Geekette, fidélisent un public grâce à leur présence sur les réseaux sociaux et comptabilisent des millions de vues sur le Net.
Depuis 2009, le festival du rire de Montreux remet un prix de la meilleure web-série.
En 2012, on compte plus d'une centaine de web-séries francophones répertoriées et plusieurs forums très fournis en membres, projets, discussions, débats.
Certains médias parlent du phénomène des web-séries. En 2011, à Marseille, un festival international consacré uniquement à la web-série voit le jour. Il s'agit du Marseille Web Fest. La première édition du festival rencontre un succès immédiat et une reconnaissance internationale. Aujourd'hui, il existe plus d'une cinquantaine de festivals à travers le monde. La Chine, seul grand pays à ne pas avoir de WebFest sur son territoire, devrait organiser son édition en 2017.
En mai 2013, Noob récolte 680 000 € par financement participatif (sur 35 000 demandés). Les médias s'en emparent et commencent à parler de la web-série en général. En septembre 2014, Noob remporte l'Award International aux Streamy Awards de Los Angeles, offrant une dimension internationale à la web-série française, dont l'évolution ne cesse de croître.
En mars 2014, le journaliste Joël Bassaget crée un blogue consacré aux web-séries : le Web Series Mag. Traitant des web-séries françaises, mais aussi internationales, le blogueur explore et analyse autant que possible ce phénomène.
En 2017, deux plateformes françaises, STUDIO+ et BLACKPILLS, lancent leur application consacrée à la série courte filmée spécifiquement pour mobiles.
En 2018 sort la première saison de la websérie Mad Marx, tournée à Nantes en noir et blanc. La série a attiré l'attention de Lloyd Kaufman et est aujourd'hui diffusée sur la plateforme VOD de Troma.
Depuis 2010, la série Draculi & Gandolfi de Guillaume Sanjorge développe un univers médiéval et investit la plateforme Facebook. Plusieurs chaînes de télévision diffusent aussi la série : TV Sud Provence, Ma chaîne étudiante, L'Enorme, Star24.
Depuis 2020, le vidéaste AlterHis réalise une web-série, Paris 1328, dans laquelle il imagine le Paris moderne transporté au Moyen Âge. En 2023, il l'adapte en livre.

## Diffusion
La plupart des web-séries sont disponibles sur les sites d'hébergement de vidéos. Certaines ont été créées pour une diffusion plus ou moins parallèle sur ces sites et à la télévision (principalement sur Nolife) et d'autres ont bénéficié d'une diffusion ultérieure à la télévision (Hello Geekette sur Mangas, Le Visiteur du futur, J'ai jamais su dire non, Another Hero sur Nolife, Le Visiteur du futur, Les Opérateurs et Kontainer Kats sur France 4, Cocovoit sur Comédie+, Euh sur la RTBF, etc.).